# Judith Diankoléla-Missengué
Judith Diankoléla-Missengué (sinh ngày 12 tháng 2 năm 1968) là một vận động viên chạy nước rút của Congo. Cô đã thi đấu ở nội dung 100 mét nữ tại Thế vận hội Mùa hè 1988.